# سیارک ۶۳۲۳
سیارک ۶۳۲۳ (به انگلیسی: 6323 Karoji، نامگذاری:1991CY1) شش هزار و سیصد و بیست و سومین سیارک کشف شده‌است که در ۱۴ فوریه ۱۹۹۱ کشف شد.
قدر مطلق سیارک برابر ۱۳٫۱۰ است.